# Mgła
I Mgła sono un gruppo black metal polacco.

## Storia
Originari di Cracovia,i Mgła si formarono nel 2000 per iniziativa del cantante e chitarrista Mikołaj "M." Żentara, già membro dei Kriegsmaschine. Lui e 
Maciej Kowalski sono i due membri ufficiali del gruppo: dal vivo si esibiscono con altri due turnisti al basso e alla chitarra ritmica. Tutti e quattro gli attuali componenti del gruppo sono anche turnisti di Clandestine Blaze.

## Formazione

### Studio
- M. (Mikołaj Żentara) - voce, chitarra, basso
- Darkside (Maciej Kowalski) - batteria

### Live
- The Fall (Michał Stępień) - basso
- E.V.T. (Piotr Dziemski) - chitarra

## Discografia
Album in studio
- 2008 - Groza
- 2012 - With Hearts Toward None
- 2015 - Exercises in Futility
- 2019 - Age of Excuse

EP
- 2006 - Presence
- 2006 - Mdłości
- 2007 - Further Down the Nest

Raccolte
- 2007 - Mdłości + Further Down the Nest
- 2013 - Presence / Power and Will

Split
2005 -  Crushing the Holy Trinity con Deathspell Omega, Stabat Mater, Musta Surma, Clandestine Blaze, Exordium